# Karl Dürr (Philosoph)
Karl Rudolf Dürr (* 16. Juni 1888 in Zürich; † 18. September 1970 ebenda) war ein Schweizer Philosoph.

## Leben
Der gebürtige Zürcher Karl Dürr erwarb 1906 die eidgenössische Maturität am Kantonalen Literaturgymnasium seiner Heimatstadt. Im Anschluss wandte er sich dem Studium der Philosophie und Germanistik an der Ludwig-Maximilians-Universität München, der Friedrich-Wilhelms-Universität zu Berlin sowie an der Universität Zürich zu, dort erfolgte 1912 seine Promotion zum Dr. phil. bei Willy Freytag.
Dürr trat danach eine Stelle als Wissenschaftlicher Assistent an der Universität Zürich an, 1916 habilitierte er sich als Privatdozent für Geschichte der Philosophie und systematische Philosophie, 1925 wurde er zum Titularprofessor und 1935 zum ausserordentlichen Professor für Logik, Erkenntnistheorie und Geschichte der neueren Philosophie befördert. 1958 trat er in den Ruhestand.
Dürr, der zu den Pionieren des Logischen Positivismus des Wiener Kreises zählt, veröffentlichte unter anderem die von Bertrand Russell und Clarence Irving Lewis beeinflusste Studie Neue Beleuchtung einer Theorie von Leibniz: Grundzüge des Logikkalküls, erschienen 1930 im Otto Reichl Verlag in Darmstadt.
Karl Dürr verstarb im Herbst 1970 als Witwer der Hedwig geborene Landolt im 83. Altersjahr in seiner Heimatstadt Zürich.

## Publikationen
- Interpretation und Kritik der Erkenntnistheorie E[duard] v[on] Hartmanns. Dissertation. Gebrüder Leemann & Co., Zürich 1912.
- Von der Bildung der Begriffsinhalte. Habilitationsschrift. Rascher, Zürich/Leipzig 1916.
- Ist etwas? : Ein philosophischer Dialog. Zürich 1918.
- Wesen und Geschichte der Erkenntnistheorie. Seldwyla, Zürich 1924.
- Der Logische Positivismus. In: Bibliographische Einführungen in das Studium der Philosophie, 11. A. Francke, Bern 1948.
- zusammen mit Erich Hochstetter: Leibniz zu seinem 300. Geburtstag 1646–1946. / 5, Leibniz Forschungen im Gebiet der Syllogistik. Walter de Gruyter, Berlin 1949.
- The Propositional Logic of Boethius (Übersetzung aus Handschrift [1939] Norman M. Martin). Amsterdam 1951.
- Moderne historische Forschungen im Gebiet der antiken Logik. Verlag für Recht und Gesellschaft, Basel 1953.
- Lehrbuch der Logistik. Basel 1954.
- Metaphysik und wissenschaftliche Philosophie. Berlin 1967.